# Hispania Baetica
Hispania Baetica (of gewoonweg Baetica) was de Latijnse naam van een Romeinse provincie, gelegen in het zuiden van het huidige Spanje. Hoofdstad van de provincie was Corduba (Córdoba).

## Ligging
Het Iberische Schiereiland was verdeeld in drie Romeinse provincies: Hispania Baetica, Hispania Lusitania ten opzichte van Baetica in het westen gelegen en Hispania Tarraconensis, in het noorden en noordoosten. In het zuiden had Hispania Baetica een lange kustlijn met de Middellandse Zee, die bij de Zuilen van Hercules, de oude benaming voor de straat van Gibraltar, uitmondde in de Atlantische Oceaan.

## Geschiedenis

### Voor-Romeins
Voordat Rome haar macht over de regio uitbreidde, was het gebied al eeuwen eerder bewoond. In de bergachtige binnenland van wat Baetica zou worden hadden zich verschillende Iberische stammen gevestigd en de Keltische invloeden waren hier niet zo sterk als in het Keltiberische noorden van Spanje.
De Griekse geschiedschrijver Herodotos verhaalde over de rijke handelsstad Tartessos aan de monding van de Guadalquivir die in de bronstijd de handel in de westelijke Middellandse Zee beheerste voordat de Feniciërs hun invloed naar Spanje uitbreidden.
Volgens Claudius Ptolemaeus, een geograaf uit de oudheid, waren er drie belangrijke groepen inheemse stammen. Enerzijds de machtige Turdetani die in het westelijk deel van Baetica woonde, vooral in de vallei van de Guadalquivir. Volgens sommige schrijvers (zoals Strabo) waren de Turdetani afstammelingen van de eerdere bewoners van Tartessos. Daarnaast de Bastetani, die rond de Almería en in het huidige Granada woonden. De derde groep waren de Turduli, die deels gehelleniseerd waren en die vooral gevestigd waren in de vlaktes achter de kust. Hun hoofdstad was Baelon. Verder gaf Ptolemaeus nog een volk aan: de Bastuli die woonden aan de kust. Dat waren geen inheemse stammen, maar Fenicische kolonisten die in de kolonies aan de kust woonden. Baetica was een belangrijke handelsstreek voor de Feniciërs en de steden waren talrijk: Gadira (het huidige Cádiz), dat op een eiland voor de Baetische kust lag; meer naar het noordoosten lagen Cartago Nova (het huidige Cartagena) en Malaca (het huidige Málaga).
Sommige steden in Baetica behielden hun pre-Indo-Europese benamingen tijdens de Romeinse periode: Granada werd door de Romeinen Eliberri, Illiberis of Illiber genoemd en in de Baskische taal betekent "iri-berri" of "ili-berri"nog altijd "nieuwe stad".
Heel de kust van Hispania, maar vooral Hispania Baetica, was rijk aan grondstoffen en speelde een belangrijke rol in de mediterrane handel. Daarom toonden de Carthagers (die eigenlijk Fenicisch waren) veel interesse in de regio. Toen de twee supermachten van het westelijke deel van de Middellandse Zee, Carthago en Rome, met elkaar in botsing kwamen, ging het conflict dan ook al snel over deze streken.
Tijdens de Eerste Punische Oorlog (264-241 v.Chr.) werd er niet rechtstreeks in Hispania Baetica gevochten, maar toen Carthago de eilanden Sicilië, Corsica en Sardinië aan Rome verloor, compenseerde het zijn verlies door de kolonies in Hispania sterk uit te breiden. Hierdoor stonden de meeste stammen in Baetica onder Carthaagse heerschappij. Lang duurde dat echter niet, want tijdens de Tweede Punische Oorlog (218 - 204 v.Chr.) kon Scipio Africanus tijdens zijn 4-jarige Spaanse veldtocht de meeste Fenicische bezittingen innemen. Zo vielen de steden Baecula in 208 en Ilipa, nabij de Guadalquivir, in 206 v.Chr..

### Romeins Baetica
De nieuwe gebieden die door Scipio waren veroverd, werden door de Romeinen in 2 provincies verdeeld. Hispania Citerior in het noorden en Hispania Ulterior in het zuiden. Tijdens de 2de eeuw v.Chr. werd de regio sterk geromaniseerd, maar niet alle stammen waren daar even gelukkig mee: de Turdetani kwamen in 197 v.Chr. in opstand en de Keltiberische stammen in Hispania Citerior volgden snel. Het kostte Marcus Porcius Cato, die in 195 v.Chr. consul was geworden, veel moeite en een jaar tijd om de noordelijke stammen te verslaan en in 194 v.Chr. werden ook de Turdetani onder de voet gelopen. Cato keerde in datzelfde jaar nog naar Rome terug en stelde twee praetors aan over de twee Spaanse provincies. Na de opstanden bleef het in Baetica rustig, in tegenstelling tot Hispania Citerior, waar de veroveringsoorlog bleef doorgaan tot in 19 v.Chr.
In 14 v.Chr., onder Augustus, werd het rijk gereorganiseerd. Augustus splitste Hispania Ulterior in twee (Hispania Baetica en Hispania Lusitania) en hernoemde Hispania Citerior tot Hispania Tarraconensis. Baetica werd vanaf dan door een proconsul geregeerd, die voordien een praetor was geweest.
Hispania Baetica lag ver van gevaarlijke staatsgrenzen en had daarom geen legioenen op haar grondgebied gevestigd. Doordat de provinciegouverneur geen legers had, en daarom onschadelijk was voor de keizer in Rome, kon de Senaat de provinciegouverneur kiezen. Indien deze toch problemen ondervond in zijn provincie, kon hij nog altijd een beroep doen op Legio VII Gemina, dat in Hispania Tarraconensis in het noorden, permanent gevestigd was.
Hispania Baetica werd ook in vier conventi verdeeld: Gaditanus, Cordubensis, Astigitanus en Hispalensis. Dit was een administratieve verdeling van het gehele grondgebied, dat vooral voor juridische doeleinden werd gebruikt: eenmaal per jaar kwamen de hoofdmannen van verschillende dorpen bijeen onder toezicht van de proconsul om juridische aangelegenheden te bespreken. In het late Romeinse Rijk, toen de steden het centrum van de juridische macht werd, verloren de conventi hun bedoeling en werden ze afgeschaft.
De term conventus bleef in het later Romeinse Rijk bestaan, maar als de naam voor een groep Romeinse burgers die woonden in een provincie en stemrecht hadden. Zij representeerden het Romeinse volk als een soort landeigenaars. Uit deze klasse namen de gouverneurs vaak hun medewerkers. Buiten enkele sociale opstandjes, zoals toen Septimius Severus een aantal belangrijke Baetische mannen en vrouwen terechtstelde, bleef de Baetische elite door de eeuwen heen een stabiele klasse.
Baetica was rijk en sterk geromaniseerd. Daarom verleende keizer Vespasianus aan de burgers van Hispania Baetica de Ius latii: daarmee verkregen alle vrije burgers van Hispania Baetica het Romeinse staatsburgerschap: een eer die de loyaliteit van de Baetische elite en middenklasse kon veilig stellen.

### Na de Romeinen
Baetica bleef een Romeinse provincie tot de Vandalen en de Alanen in de 5e eeuw Hispania binnenvielen. Zij werden kort daarop gevolgd door de Visigoten, die er een koninkrijk stichtten. De katholieke bisschoppen van Baetica, die sterk werden gesteund door de bevolking van Baetica, kon de ariaanse Visigotische koning Reccared en diens edelen bekeren.
Door een burgeroorlog in het Visigotische koninkrijk, kon de Byzantijnse Justinianus in 554 Hispania Baetica van de Visigoten afsnoepen. Lang duurde dat echter niet, want in 620 waren de laatste Byzantijnse bezittingen in Hispania weer in Visigotische handen overgegaan. Op hun beurt werden dezen in de 8e eeuw door de islamitische Berbers (de Moren) uit Noord-Afrika naar het noorden verdreven waar ze zich maar met moeite konden handhaven. In de 10e eeuw stichtten de Moren het kalifaat Córdoba. Hispania Baetica werd door de Moren herdoopt tot "Andalusië" ("land van de Vandalen" is een van de mogelijke etymologische verklaring van Andalusië), de naam die de regio nu nog draagt.
De 20e-eeuwse componist Manuel de Falla schreef de Fantasia Baetica voor de piano, waarvoor hij Andalusische melodieën gebruikte.

## Beroemde Romeinen uit Baetica
1. Columella, die een 12-delig essay over alle aspecten van het Romeinse landbouwsysteem schreef, en die ook een uitgebreide kennis over de wijnbouwcultuur had, was afkomstig uit Baetica.
2. Trajanus, de eerste keizer afkomstig uit de provincies, was geboren in Hispania Baetica.
3. Ook Hadrianus was afkomstig uit Hispania Baetica.

## Economie
Tijdens de hele Romeinse tijd was Hispania Baetica een rijke provincie (de Romeinen noemden ze soms ook wel Baetica Felix, het gelukkige Baetica). Een dynamisch economisch systeem heerste hier, geleid door de rijke elite (de equites) met daaronder het gewone volk en de vrijgelatenen. Daaronder stonden de slaven, die absoluut geen rechten hadden. De voornaamste pijlers van de economie waren de mijnbouw van metalen zoals koper, goud en zilver. Dit was trouwens al duizenden jaren belangrijk in dit met vele soorten ertsen rijkbedeelde gebied zoals de geschiedenis van Tartessos al aangaf. Daarnaast was er een belangrijke wijnbouw en graancultuur naast vele andere mediterrane producten.

## Steden
- het huidige Almería
- Baecula
- Baelon
- Cartago Nova (het huidige Cartagena)
- Corduba (Córdoba)
- Eliberri, Illiberis of Illiber (het huidige Granada)
- Gadira (het huidige Cádiz)
- Hispalis (Sevilla de hoofdstad van Andalusië)
- Ilipa
- Malaca (het huidige Málaga)
- Tartessos

Achaea · Alexandria et Aegyptus · Africa · Alpes Cottiae · Alpes Maritimae · Alpes Poeninae · Arabia Petraea · Armenia Inferior · Asia · Britannia · Cappadocia · Cilicia · Corsica · Creta · Cyprus · Cyrenaica · Dacia · Dalmatia · Epirus · Galatia · Gallia (Aquitania · Belgica · Lugdunensis · Narbonensis) · Germania (Inferior · Superior) · Hispania (Baetica · Lusitania · Tarraconensis) · Italia · Iudaea · Lycaeonia · Lycia · Macedonia · Mauretania (Caesariensis · Tingitana) · Moesië (Inferior · Superior) · Noricum · Numidia · Pannonia (Inferior · Superior) · Pamphylia · Pisidia · Pontus et Bithynia · Raetia · Sardinia · Sicilia · Syria · Thracia

Tijdelijke bezettingen: Germania (7-9 n.Chr.) · Armenia (114-117 n.Chr.) · Assyria (116-117 n.Chr.) · Mesopotamia (115-117 n.Chr.)